# Claudio Risi
Claudio Risi (Berna, 12 novembre 1948 – Roma, 26 aprile 2020) è stato un regista e sceneggiatore italiano.

## Biografia
Figlio di Dino e fratello maggiore di Marco, iniziò a lavorare nel 1972 come segretario di edizione nel film di Mario Monicelli Vogliamo i colonnelli e come aiuto regista nel film di Carlo Di Palma Teresa la ladra e, dal 1974 al 1984, in una decina di film diretti dal padre, a partire da In nome del popolo italiano fino a Dagobert.
Esordì alla regia a metà anni ottanta con opere di ambientazione balneare come Windsurf - Il vento nelle mani e il televisivo Yesterday - Vacanze al mare. In seguito diresse le tre stagioni della serie televisiva I ragazzi della 3ª C, che gli valsero per due volte (nel 1987 e nel 1988) il Telegatto per il miglior telefilm italiano. Nel 2005 firmò insieme al padre la regia del documentario Rudolf Nureyev alla Scala (destinato all'Home video), per poi dirigere i cinepanettoni pre-natalizi Matrimonio alle Bahamas (2007) e Matrimonio a Parigi (2011), entrambi con Massimo Boldi protagonista.
Risi è morto il 26 aprile 2020 a 71 anni in un ospedale romano a causa di complicazioni dovute a un infarto che lo aveva colpito due mesi prima.

## Filmografia

### Cinema
- Windsurf - Il vento nelle mani (1984)
- Pugni di rabbia (1991)
- Rudolf Nureyev alla Scala - videodocumentario (2005)
- Matrimonio alle Bahamas (2007)
- Matrimonio a Parigi (2011)

### Televisione
- Yesterday - vacanze al mare – miniserie TV (1985)
- I ragazzi della 3ª C – serie TV, 33 episodi (1987-1989)
- S.P.Q.R. – serie TV (1998)
- A caro prezzo – film TV (1999)
- Sei forte maestro – serie TV, 2ª stagione (2001)